# Coral Rapids
Coral Rapids är en fors i Kanada.   Den ligger i provinsen Ontario, i den sydöstra delen av landet, 700 km nordväst om huvudstaden Ottawa. Coral Rapids ligger 84 meter över havet.
Terrängen runt Coral Rapids är huvudsakligen platt. Coral Rapids ligger nere i en dal. Trakten runt Coral Rapids är nära nog obefolkad, med mindre än två invånare per kvadratkilometer..
I omgivningarna runt Coral Rapids växer i huvudsak barrskog.